# Campylotropis diversifolia
Campylotropis diversifolia är en ärtväxtart som först beskrevs av William Botting Hemsley, och fick sitt nu gällande namn av Anton Karl Schindler. Campylotropis diversifolia ingår i släktet Campylotropis och familjen ärtväxter. Inga underarter finns listade i Catalogue of Life.